# Schizax senex
Schizax senex är en skalbaggsart som beskrevs av Leconte 1873. Schizax senex ingår i släktet Schizax och familjen långhorningar. Inga underarter finns listade i Catalogue of Life.